# Келл (Іллінойс)
Келл (англ. Kell) — селище (англ. village) в США, в окрузі Меріон штату Іллінойс. Населення — 173 особи (2020).

## Географія
Келл розташований за координатами 38°29′41″ пн. ш. 88°53′55″ зх. д. / 38.49472° пн. ш. 88.89861° зх. д. (38.494860, -88.898749).  За даними Бюро перепису населення США в 2010 році селище мало площу 2,62 км², з яких 2,61 км² — суходіл та 0,00 км² — водойми.

## Демографія
Згідно з переписом 2010 року, у селищі мешкало 219 осіб у 82 домогосподарствах у складі 65 родин. Густота населення становила 84 особи/км².  Було 91 помешкання (35/км²).
Расовий склад населення:
| - 98,2 % — білих - 1,4 % — осіб інших рас |

До двох чи більше рас належало 0,5 %. Частка іспаномовних становила 1,4 % від усіх жителів.
За віковим діапазоном населення розподілялося таким чином: 23,3 % — особи молодші 18 років, 62,5 % — особи у віці 18—64 років, 14,2 % — особи у віці 65 років та старші. Медіана віку мешканця становила 41,3 року. На 100 осіб жіночої статі у селищі припадало 95,5 чоловіків;  на 100 жінок у віці від 18 років та старших — 95,3 чоловіків також старших 18 років.
Середній дохід на одне домашнє господарство  становив 50 599 доларів США (медіана — 44 583), а середній дохід на одну сім'ю — 60 582 долари (медіана — 61 000). Медіана доходів становила 30 000 доларів для чоловіків та 35 000 доларів для жінок. За межею бідності перебувало 14,0 % осіб, у тому числі 25,0 % дітей у віці до 18 років та 3,8 % осіб у віці 65 років та старших.
Цивільне працевлаштоване населення становило 102 особи. Основні галузі зайнятості: роздрібна торгівля — 25,5 %, освіта, охорона здоров'я та соціальна допомога — 20,6 %, виробництво — 15,7 %, мистецтво, розваги та відпочинок — 13,7 %.